# Xinhui Auto Works
Xinhui Auto Works war ein Hersteller von Automobilen aus der Volksrepublik China.

## Unternehmensgeschichte
Das Unternehmen aus Xinhui in der Stadt Jiangmen gehörte zu Shaanxi Aircraft Auto. 1992 begann mit Hilfe von Kia Motors die Produktion von Automobilen. Der Markenname lautete Zihao. 1995 entstanden 87 Fahrzeuge und im Folgejahr 133. 1996 endete die Produktion.

## Fahrzeuge
Das Modell XHC 5010 X war eine kleine viertürige Limousine. XHC 5011 X und XHC 5012 waren Nachbauten des Kia Pride mit Stufenheck.